# Eburodacrys
Eburodacrys es un género de escarabajos de la familia Cerambycidae.

## Especies
- E. aenigma Galileo & Martins, 2006
- E. alini Napp & Martins, 1980
- E. amazonica Melzer, 1927
- E. apua Martins & Galileo, 2005
- E. asperula Bates, 1880
- E. assimilis Gounelle, 1909
- E. ayri Galileo & Martins, 2006
- E. bezarki Botero, 2017
- E. biffipradorum Martins & Galileo, 2012
- E. bilineata Joly, 1992
- E. callixantha Bates, 1872
- E. campestris Gounelle, 1909
- E. catarina Galileo & Martins, 1992
- E. cincora Martins, Galileo & Limeira-de-Oliveira, 2011
- E. coalescens Bates, 1884
- E. costai Gounelle, 1909
- E. crassimana Gounelle, 1909
- E. crassipes Martins & Galileo, 2008
- E. cunusaia Martins, 1997
- E. decipiens Gounelle, 1909
- E. dubitata White, 1853
- E. eburioides (White, 1853)
- E. eduardoi Botero, 2017
- E. elegantula Gounelle, 1909
- E. errata Galileo & Martins, 2010
- E. eurytibialis Monné & Martins, 1992
- E. flexuosa Gounelle, 1909
- E. fortunata Lameere, 1884
- E. fraterna Galileo & Martins, 2010
- E. gaucha Galileo & Martins, 1992
- E. gigas (Gounelle, 1909)
- E. granipennis Gounelle, 1909
- E. guttata Martins & Galileo, 2005
- E. havanensis Chevrolat, 1862
- E. hirsutula Bates, 1870
- E. inaequalis Galileo & Martins, 2009
- E. laevicornis Bates, 1884
- E. lancinata Napp & Martins, 1980
- E. lanei Zajciw, 1958
- E. lenkoi Napp & Martins, 1980
- E. lepida Martins, 1973
- E. longilineata White, 1853
- E. luederwaldti Melzer, 1922
- E. lugubris Gounelle, 1909
- E. mancula White, 1853
- E. martinezi Martins, 1997
- E. mcgavini Pett, 2019
- E. megaspilota White, 1853
- E. monticola Monné & Martins, 1973
- E. moruna Martins, 1997
- E. nemorivaga Gounelle, 1909
- E. notula Gounelle, 1909
- E. obscura Martins, 1973
- E. perspicillaris (Erichson in Schomburg, 1848)
- E. pilicornis Fisher, 1944
- E. pinima Martins, 1999
- E. prolixa Monné & Martins, 1992
- E. puella (Newman, 1840)
- E. pumila Monné & Martins, 1992
- E. punctipennis White, 1853
- E. putia Galileo & Martins, 2006
- E. quadridens (Fabricius, 1801)
- E. raripila Bates, 1870
- E. rhabdota Martins, 1967
- E. rubicunda Monné & Martins, 1992
- E. rufispinis Bates, 1870
- E. sanguinipes Gounelle, 1909
- E. santossilvai Botero, 2017
- E. seabrai Zajciw, 1958
- E. seminigra Gounelle, 1909
- E. separata Martins, Galileo & Limeira-de-Oliveira, 2011
- E. sexguttata Lameere, 1884
- E. sexmaculata (Olivier, 1790)
- E. silviamariae Galileo & Martins, 2006
- E. skillmanni Galileo, Martins & Santos-Silva, 2015
- E. stahli Aurivillius, 1893
- E. sticticollis Bates, 1874
- E. sulfurifera Gounelle, 1909
- E. sulphureosignata (Erichson, 1847)
- E. superba Napp & Martins, 1980
- E. translucida Galileo & Martins, 2010
- E. trilineata (Aurivillius, 1893)
- E. triocellata (Stål, 1857)
- E. truncata Fuchs, 1956
- E. tuberosa Gounelle, 1909
- E. vidua (Lacordaire, 1869)
- E. vittata (Blanchard, 1847)
- E. wappesi Galileo, Martins & Santos-Silva, 2015
- E. xirica Martins & Galileo, 2005
- E. yolandae Botero, 2017